# Леандро Пинто
Леандро Климако Пинто (порт. Leandro Climaco Pinto, Сао Пауло, 24. јануара 1994) бразилски је фудбалер који тренутно игра за Јавор.

## Каријера
Леандро је своју професионалну каријеру започео у редовима Олимпијакоса и за први тим тог клуба био је лиценциран у сезони 2010/11. Међутим, након тога је наредне четири године под уговором проводио на позајмицама у другим клубовима.
Након Ламије, у којој је провео укупно две сезоне, Леандро је у августу 2016. потписао за Трикалу. Са клубом је први део сезоне завршио на првом месту на табели лиге другог степена, али се на крају нису пласирали у Суперлигу Грчке. После краћег периода у екипи Докса Катокопија, у Трикалу се вратио почетком 2018. Потом је био члан и Олимпијакоса из Волоса, а наредне године прешао је у новосадски Пролетер, члана Суперлиге Србије.
После 68 утакмица, 4 поготка и једне асистенције у свим такмичењима, Леандро је напустио Пролетер као слободан играч. Недуго затим потписао је за ТСЦ из Бачке Тополе. У јулу 2022. потписао је једногодишњи уговор са сурдуличким Радником. У јануару 2023. је прешао у РФК Нови Сад. Лета исте године постао је играч Колубаре. Почетком 2024. потписао је за Јавор из Ивањице.

## Трофеји и награде
Олимпијакос
- Суперлига Грчке : 2010/11.[18]